# Пинск
Пинск (на беларуски: Пінск; на руски: Пинск; на полски: Pińsk) е град в Беларус, административен център на Пински район, Брестка област. Населението на града през 2012 година е 137 961 души (по приблизителна оценка от 1 януари 2018 г.).

## География
Градът е разположен при вливането на река Пина в Припят и е важно пристанище в източния край на Днепровско-Бугския канал.

## История
Първото споменаване на Пинск е от 1097, като през следващите години той е център на едно от княжествата на Киевска Рус. През 13 век е присъединен към Великото Литовско княжество, заедно с което през 1596 влиза в състава на Жечпосполита. При втората подялба на Жечпосполита през 1793 Пинск е включен в състава на Руската империя, където остава до 1920, когато е върнат на възстановилата независимостта си Полша. След подялбата на Полша с пакта Рибентроп-Молотов през 1939 градът е окупиран от съветски войски и включен в състава на Белоруската ССР, днес Беларус. По време на Втората световна война, между 1941 и 1944 г., Пинск е под германска окупация.

## Личности
Родени в Пинск
- Ришард Капушчински (1932 – 2007), полски журналист

Други личности, свързани с Пинск
- Голда Меир (1898 – 1978), израелски политик, живее в града през 1903 – 1906

## Побратимени градове
- Алтена, Германия
- Балахна, Русия
- Добрич, България
- Истра, Русия
- Ковел, Украйна
- Санкт Петербург, Русия
- Таганрог, Русия
- Ченстохова, Полша